# Dreifaltigkeitskirche (Kraplewo)
Die Dreifaltigkeitskirche (Kirche der Heiligen Dreifaltigkeit) in Kraplewo ist ein neugotischer Ziegelfachwerkbau aus der Mitte des 19. Jahrhunderts. Bis 1945 war sie Pfarrkirche der vereinigten evangelisch (-lutherischen) Kirchengemeinden Kraplau (polnisch  Kraplewo) und Döhringen (Durąg) in Ostpreußen. Seit 1946 ist sie Gotteshaus der Evangelisch-methodistischen Kirche in der polnischen Woiwodschaft Ermland-Masuren.

## Geographische Lage
Kaplewo liegt im Westen der Woiwodschaft Ermland-Masuren, acht Kilometer südlich der Kreisstadt Ostróda (deutsch Osterode in Ostpreußen) und ist über Nebenstraßen zu erreichen. Der Standort der Kirche befindet sich in der Dorfmitte auf der Seeseite der Hauptstraße.

## Kirchengebäude
Schon Mitte des 14. Jahrhunderts dürfte in Kraplau eine Kirche gestanden haben, wird in dieser Zeit doch ein Pfarrer im Dorf genannt. Um 1700 wurde vom Neubau einer Kirche gesprochen.

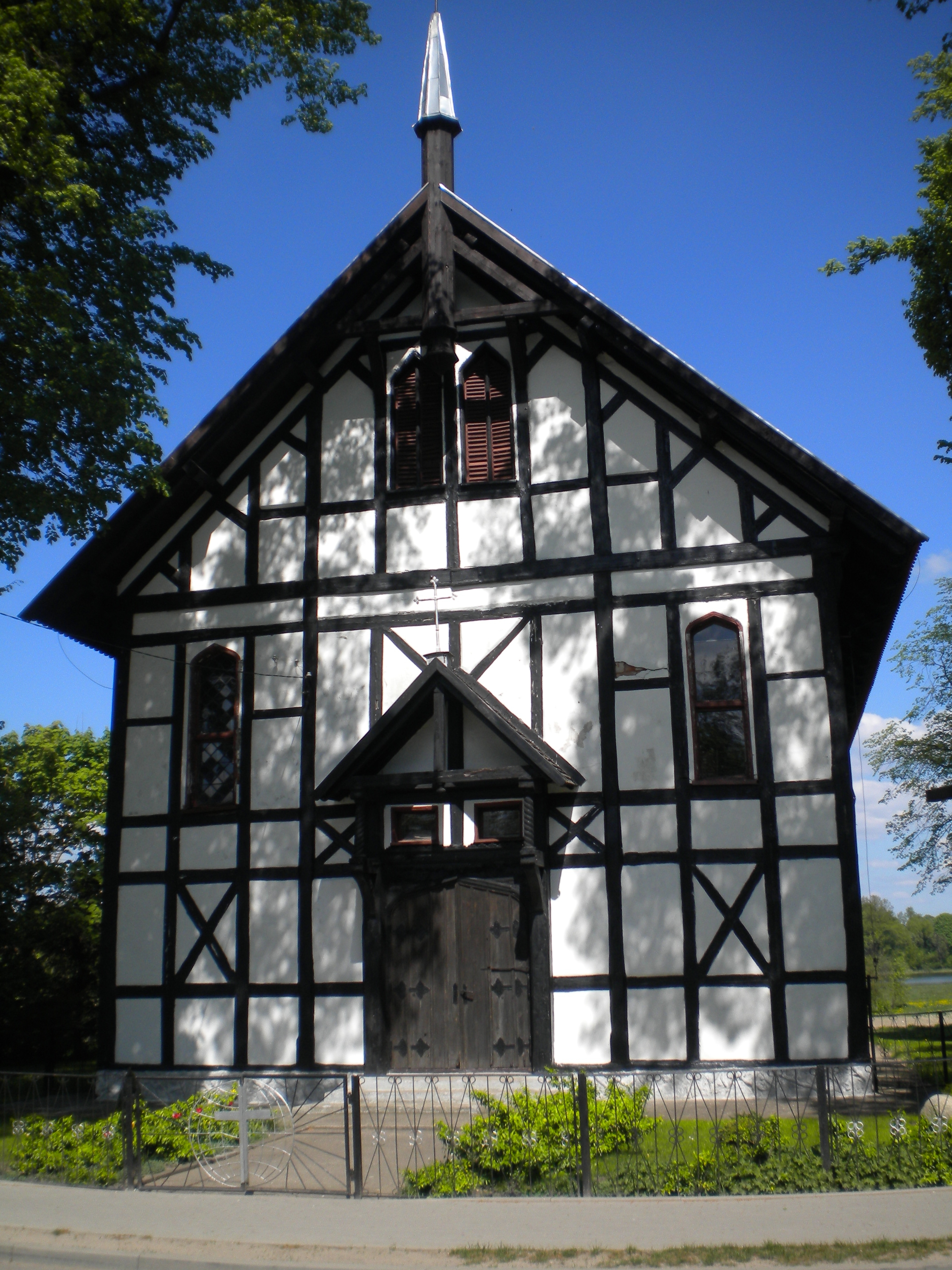
Vorderansicht der Kirche

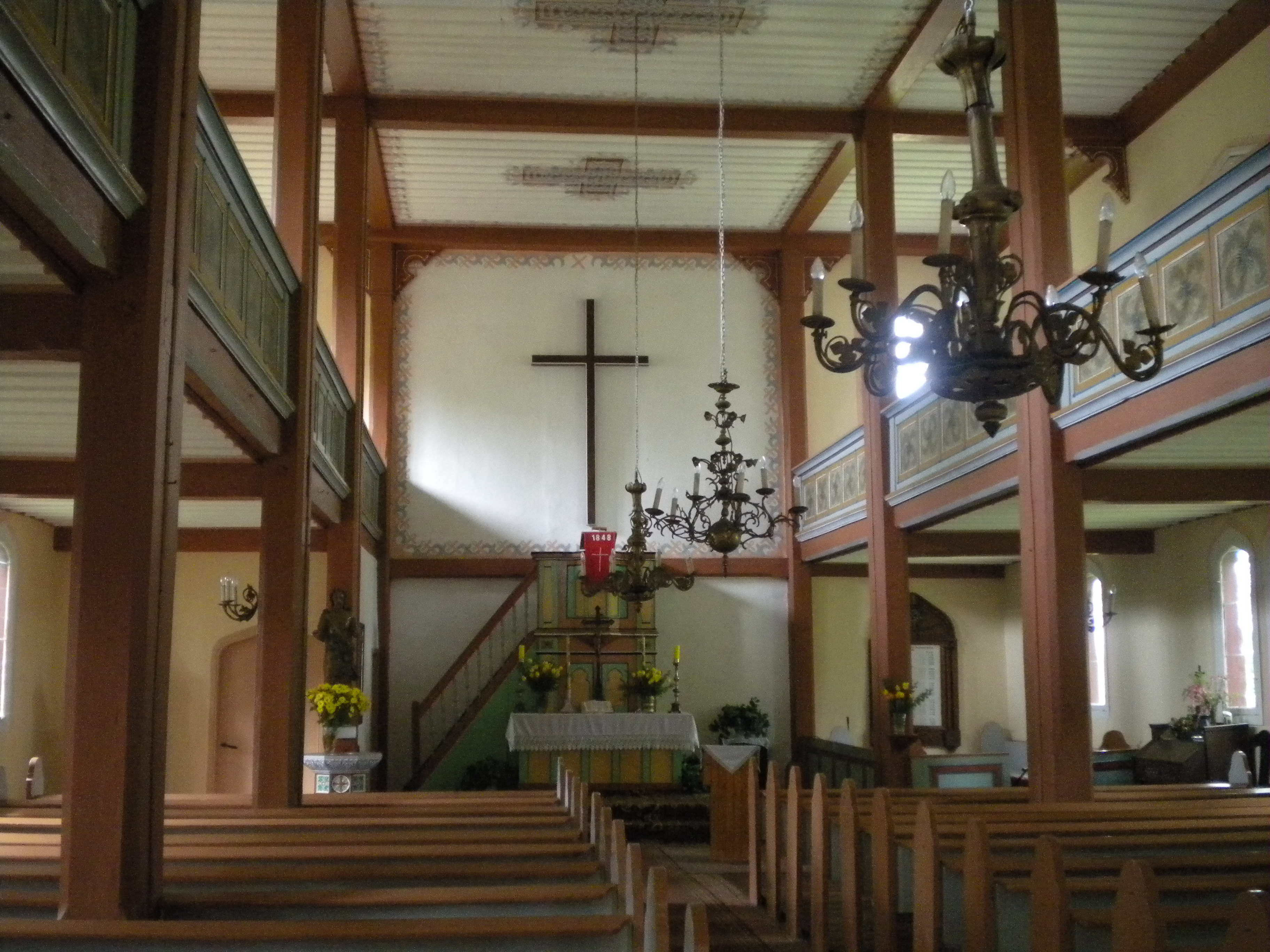
Blick zum Altarraum

Die heutige Kirche ist ein 1848 errichteter neugotischer Ziegelfachwerkbau mit einem Türmchen im Nordwesten. Der Bauentwurf stand wohl unter dem Einfluss von Karl Friedrich Schinkel.
Der nüchterne Innenraum hat umlaufende Emporen. Aus der Gründerzeit stammen der Kanzelaltar sowie das Altarkruzifix. Von der Vorgängerkirche sind einzelne Schnitzwerke übernommen worden: Apostelfiguren (sie befinden sich allerdings im Museum in Lidzbark Warmiński (Heilsberg)), eine stehende Madonna, ein Vesperbild und eine Figur Johannes des Täufers aus dem 18. Jahrhundert, außerdem ein Taufbecken.

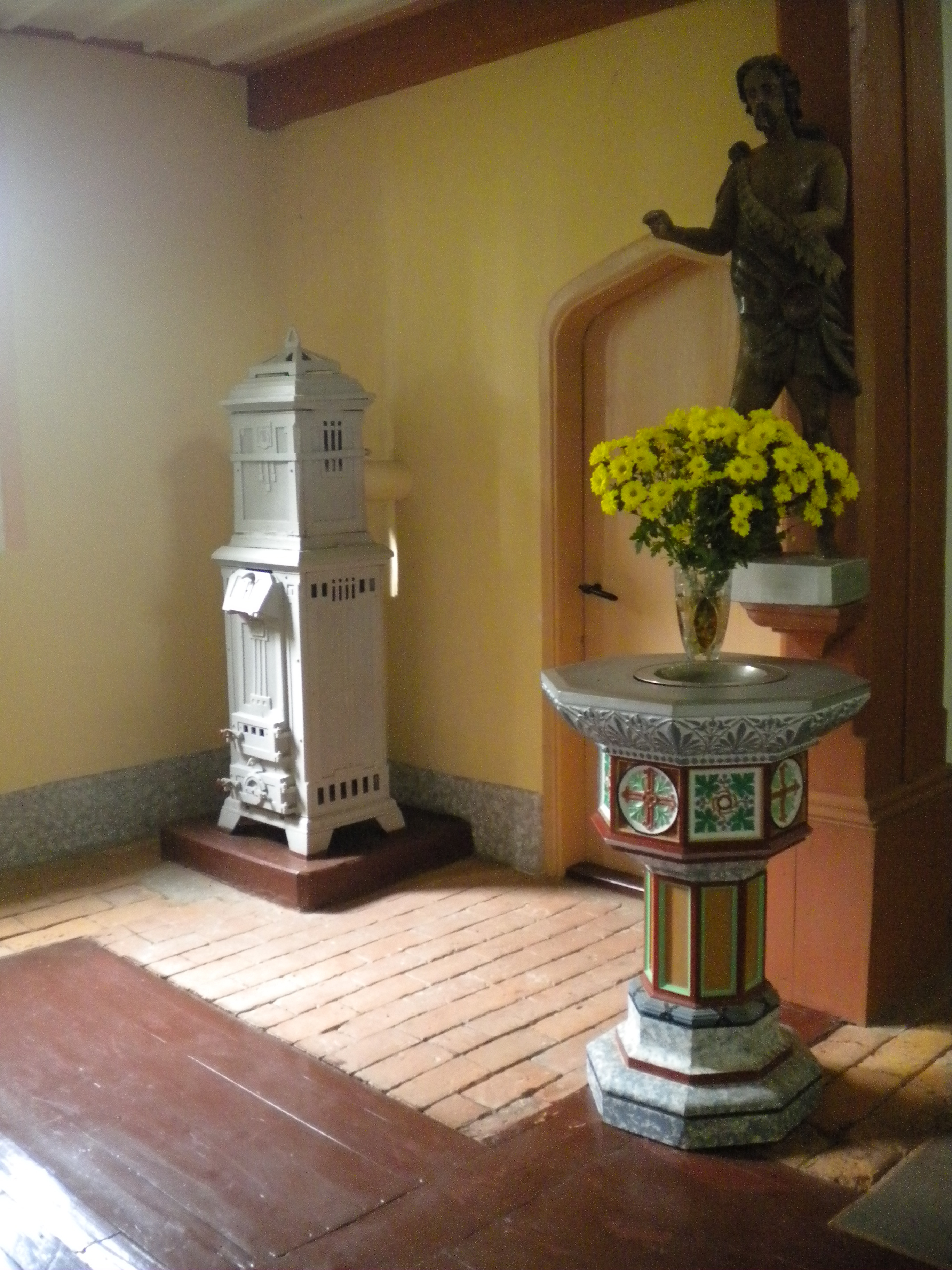
Neben einem alten Ofen: Taufbecken vor der Figur Johannes des Täufers

Aus der Zeit um 1760 stammt die Orgel.
Die Kirche hat keinen Glockenturm. Die beiden Glocken aus den Jahren 1670 und 1708 hängen in einem freistehenden Glockenstuhl mit einer Vorrichtung zum Läuten per Hand.
Zur Ausstattung gehören auch Porträts der Kraplauer Pfarrer Jacob Radzki und Johann Samuel Poplawski, die sich auch im Museum befinden. Außerdem gibt es noch Wandtafeln mit den Namen der Kriegstoten von 1870/71 und des Ersten Weltkrieges, sowie ein Erinnerungskreuz an den Beginn der Freiheitskriege gegen Napoleon 1813.
Die bisher evangelisch(-lutherische) Kirche wurde nach dem Einmarsch der Roten Armee 1945 zweckentfremdet und in ein Lager und einen Stall umgewandelt. 1945 übernahmen Angehörige der Evangelisch-methodistischen Kirche (EmK) das Gotteshaus, das seit 1946 den Namen der Heiligen Dreifaltigkeit trägt.

## Kirchengemeinde
Die Gründung der Kirche in Kraplau erfolgte in vorreformatorischer Zeit. Mit dem Einzug der Reformation im Jahre 1525 übernahm die Gemeinde die lutherische Konfession.

### Evangelisch (-lutherisch)

#### Kirchengeschichte

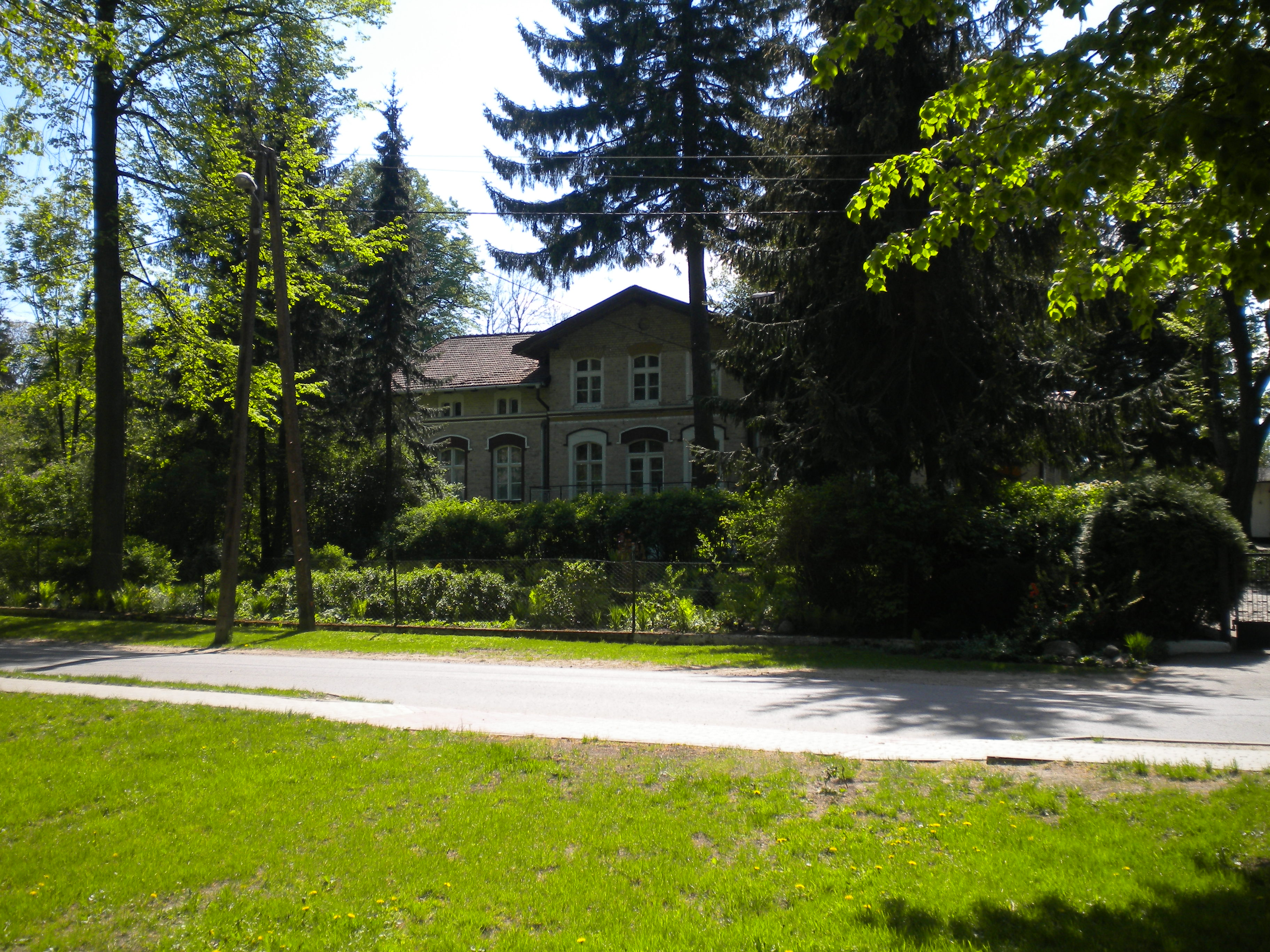
Das alte Pfarrhaus in Kraplewo

Kraplau war Sitz einer Pfarrei, von der aus ab etwa 1650 auch die Nachbarkirchengemeinde Döhringen (polnisch Durąg) betreut wurde. Beide Gemeinden schlossen sich zu vereinigten Kirchengemeinde zusammen, die sich den Pfarrer „teilten“. Sie waren bis 1945 in dem Superintendenturbezirk Osterode des Kirchenkreises Osterode in Ostpreußen (polnisch Ostróda) in der Kirchenprovinz Ostpreußen der Kirche der Altpreußischen Union zugeordnet. Im Jahre 1925 gehörten zum Pfarrsprengel 3.564 Gemeindeglieder, von denen 1.750 im Kirchspiel Kraplau wohnten. Das adlige Kirchenpatronat oblag den Gutsbesitzern in Kraplau und in Klein Gröben (polnisch Grabinek).
Flucht und Vertreibung der einheimischen Bevölkerung in Kriegsfolge setzten dem Leben der evangelischen Kirchengemeinde zahlenmäßig sehr zu. In den 1950er Jahren gab es Versuche, deren Leben zu reanimieren, die jedoch 1967 aufgegeben wurden. Inzwischen hatte hier die evangelisch-methodistische Kirche Fuß gefasst und das Gotteshaus für sich reklamiert.
Hier jetzt lebende evangelisch(-lutherische) Gemeindeglieder gehören nun zur Kirche in Ostróda in der Diözese Masuren der Evangelisch-Augsburgischen Kirche in Polen.

#### Kirchspielorte
Zum Kirchspiel Kraplau gehörten bis 1945:
| Deutscher Name              | Polnischer Name   |  | Deutscher Name                  | Polnischer Name |
| --------------------------- | ----------------- |  | ------------------------------- | --------------- |
| Freiwalde                   | Wólka Lichtajńska |  | * Kraplau                       | Kraplewo        |
| Greisenau bis 1877: Dziadek | Dziadyk           |  | (Adlig) Lichteinen bei Osterode | Lichtajny       |
| Klein Gröben                | Grabinek          |  | * Seubersdorf                   | Brzydowo        |

#### Pfarrer
An der Kirche Kraplau amtierten als evangelisch (lutherische) Geistliche die Pfarrer:
- Friedrich Amende, 1650/1656
- Michael Brodowius, bis 1683
- Christoph Lange, ab 1683
- Martin Feege, 1685–1696
- Johann Scubowius, 1697–1723
- Johann Lehmann, bis 1705
- Johann Barfkowius, 1707–1713
- Johann Andreas Poplawski, 1708–1714
- Abraham Pawlicki, 1715–1720
- Jacob Radzki, 1720–1734
- Johann Samuel Poplawski, 1736–1777
- Friedrich Jagodzinski, 1778–1799
- Ernst Gotthold Wendland, 1800–1808
- Ferdinand Gottlieb Schrage, 1809–1810
- Christian Thomascik, 1811–1861
- Carl Reuter, 1858–1860
- Carl Eduard Cludius, 1861–1874
- Gustav Adolf Moritz Kob, 1874–1897
- Otto Walter Hugo Schnetka, 1897–1912
- Paul Link, 1912–1935
- Dietrich Glüer, 1935–1945

### Evangelisch-methodistisch
Im Herbst 1945 fanden sich im Raum Ostróda (Osterode i. Ostpr.) zahlreiche Angehörige der Evangelisch-methodistischen Kirche (EmK) ein. In der Kreisstadt übernahmen sie die dortige evangelische (neue) Stadtkirche, ließen sich nun aber auch in Kraplewo nieder, dessen einheimische Bevölkerung nur noch in ganz geringer Zahl vorhanden war. Im Januar 1946 bildete sich hier eine eigene Pfarrei mit der nunmehr der Hl. Dreifaltigkeit gewidmeten Dorfkirche.
Die Pfarrei Kraplewo gehört zum Bezirk Masuren (polnisch Okręg Mazurski) der Zentralkonferenz Zentral- und Südeuropa der EmK.